# Lars Danielsson (musiker)
Lars Danielsson, född 5 september 1958 i Smålandsstenar, är en svensk jazzbasist, kompositör och skivproducent.
Lars Danielsson är utbildad vid konservatoriet i Göteborg. Han spelar kontrabas, elbas och cello. År 1985 bildade han en kvartett med saxofonisten Dave Liebman, pianisten Bobo Stenson och trummisen Jon Christensen som ibland används Danielssons namn, som producerar flera album. Han arbetade också med storband.
Han spelade och inspelade med bland andra John Scofield, Jack DeJohnette, Mike Stern, Billy Hart, Charles Lloyd, Terri Lyne Carrington, Joey Calderazzo, Gino Vannelli och Dave Kikoski.
Sedan 1980 har han släppt åtta soloalbum med Lars Danielssons kvartett. I dessa album var Alex Acuna, John Abercrombie, Bill Evans, Kenny Wheeler, Rick Margitza och Niels Lan Doky skisserat[förklaring behövs].
Som producent har Danielsson varit ansvarig för produktioner med Cæcilie Norby och en dansk radioorkester[förklaring behövs] med flera.